# Khortchin
Le khortchin (ou khorchin, en mongol littéraire, ᠬᠣᠷᠴᠢᠨ
ᠠᠮᠠᠨ
ᠠᠶᠠᠯᠭᠤ qorčin aman ayalγu), aussi transcrit xorčin est un dialecte mongol parlé dans les bannières khortchin, en Mongolie-Intérieure, en Chine. C'est la langue des Khorchins.

## Phonologie

### Voyelles
|         | Antérieure  | Centrale | Postérieure |
| ------- | ----------- | -------- | ----------- |
| Fermée  | i [i]       |          | u [u] ʊ [ʊ] |
| Moyenne |             | ə [ə]    | ɤ [ɤ]       |
| Ouverte | ɛ [ɛ] œ [œ] | a [ɑ]    | ɔ [ɔ]       |

Les voyelles du khortchin peuvent toutes être longues.

### Consonnes
|               |               | Bilabiale | Dentale | Latérale | Palatale | Vélaire |
| ------------- | ------------- | --------- | ------- | -------- | -------- | ------- |
| Occlusives    | Sourdes       | b [b̥]     | d [d̥]   |          |          | g [g̥]   |
| Occlusives    | Aspirées      |           | t [tʰ]  |          |          |         |
| Fricatives    | Fricatives    |           | s [s]   |          | ʃ [ʃ]    | x [x]   |
| Affriquées    | Sourdes       |           |         |          | d͡ʒ [d̥͡ʒ̥]  |         |
| Affriquées    | Aspirée       |           |         |          | tʃ [t͡ʃʰ] |         |
| Nasales       | Nasales       | m [m]     | n [n]   |          |          | ŋ [ŋ]   |
| Liquides      | Liquides      |           | r [r]   | l [l]    |          |         |
| Semi-voyelles | Semi-voyelles |           |         |          | j [j]    |         |